# Новопавловка (Смолинская поселковая община)
Новопа́вловка (укр. Новопавлівка) — село в Смолинской поселковой общине Новоукраинского района Кировоградской области Украины.
До 2020 года входило в Маловисковский район
Население по переписи 2001 года составляло 362 человека. Почтовый индекс — 26222. Телефонный код — 5258. Код КОАТУУ — 3523186805.